# Politický přeběhlík
Termínem politický přeběhlík se v České republice často pejorativně označuje poslanec dolní sněmovny Parlamentu ČR, který byl zvolen na kandidátní listině jedné strany, ale po volbách hlasuje v rozporu se svou stranou nebo přímo vstoupil do jiné. V roce 2009 dokonce tímto způsobem vznikla politická strana TOP 09, když někteří členové KDU-ČSL vystoupili ze své strany a spolu s několika dalšími „přeběhlíky“ z ODS založili vlastní politické uskupení.[zdroj⁠?!]
Ústava ČR tuto praxi nijak neřeší, mandát od voličů dostává ve volbách poslanec, nikoliv strana, za kterou byl zvolen. Částí veřejnosti je však tato praxe považována za neetickou, protože tito lidé mění poměr sil stran ve sněmovně daný demokratickými volbami.[zdroj⁠?!]

## První republika
Během tzv. první republiky mandát fakticky nepatřil poslanci, ale politické straně, kterou dotyčný pouze zastupoval, tato praxe však byla v rozporu s ústavou. Poslance mohl zbavit mandátu volební soud volený sněmovnou, pokud svoji stranu opustili z důvodů „nízkých a nečestných“.

## Jako političtí přeběhlíci v ČR byli označováni
- Jozef Wagner – v roce 1996 zvolen za ČSSD, 14. prosince 1996 byl vyloučen z ČSSD[4][5] i z jejího poslaneckého klubu (18. prosinec 1996)[5] a často hlasoval spolu s koalicí ODS, ODA a KDU-ČSL, která měla původně 99 poslanců (poté, co se k ní přidal Tomáš Teplík 100).
- Tomáš Teplík – v roce 1996 zvolen za ČSSD, byl z ní vyloučen[4] a vstoupil do ODS; koalice ODS, ODA a KDU-ČSL získala 100. poslance.
- Marie Machatá – 24. října 1999 vystoupila z klubu Unie svobody.[6] Později vstoupila do ČSNS a byla až do roku 2002 jejím jediným zástupcem v parlamentu.
- Tomáš Vrbík – v roce 2003 vystoupil z poslaneckého klubu US-DEU, poslanecký mandát získal po Haně Marvanové, která se mandátu vzdala z rodinných důvodů.[7] Poté v některých případech hlasoval spolu s ODS, například v prvním čtení zákona o státním rozpočtu na rok 2006.[8]
- Petr Kott – 27. září 2003 chyběl na hlasování o nedůvěře Špidlově vládě údajně kvůli problémům s alkoholem,[9] ale poslanec Kott tvrdil, že se nechtěl zúčastnit, aby neshodil celou reformu,[10] načež ho ODS vyloučila ze strany. Poté vstoupil do klubu vládní US-DEU a hlasoval s KDU-ČSL, US-DEU, ČSSD a KSČM o některých zákonech, mimo jiné o síti neziskových nemocnic.[9]
- Miloš Melčák – v roce 2006 zvolen za ČSSD, 19. ledna 2007 při hlasování o důvěře druhé Topolánkovy vlády opustil hlasovací sál a vláda tak získala důvěru.[11] Od té doby společně s poslancem Pohankou hlasovali s vládní koalicí o některých zákonech, mimo jiné pomohli projít v prvním čtení reformu veřejných financí.[12]
- Michal Pohanka – v roce 2006 zvolen za ČSSD, 19. ledna 2007 stejně jako Miloš Melčák při hlasování o důvěře druhé Topolánkovy vlády opustil hlasovací sál.
- Evžen Snítilý – v roce 2006 zvolen za ČSSD, 15. února 2008 při volbě prezidenta bez bližšího zdůvodnění oznámil, že v prezidentské volbě bude volit kandidáta ODS Václava Klause. Téhož dne byl vyloučen z poslaneckého klubu ČSSD. Prohlásil však že nadále bude nezařazeným poslancem, který bude hlasovat stejně jako ČSSD.[13]
- Marian Bielesz se za politického přeběhlíka neoznačuje; v roce 2004 vystoupil z poslaneckého klubu US-DEU, vzdal se ale mandátu a byl nahrazen loajálním Zdeňkem Kořistkou.[14]
- Senátor Tomáš Goláň byl v roce 2020 znovuzvolen za hnutí Senátor 21[15], krátce po volbách změnil klub a vstoupil do ODS[16].

## Konstruktivní poslanec
Od 15. prosince 2006 se používá též původně eufemistické, později ironizující označení konstruktivní poslanec. Jako dysfemismy se používají též označení „odpadlík“, „zrádce“ atd.[zdroj⁠?!]
Konstruktivní poslanec je označení členů parlamentu, kteří při důležitém hlasování podpoří nebo tolerují jinou stranu proti vůli své vlastní strany nebo jejího vedení, používané často např. v druhé polovině roku 2006 v průběhu formování vlády Mirka Topolánka.
Některými členy a sympatizanty opozičních stran je toto označení používané především v ironickém až negativním smyslu pro poslance, který upřednostnil vlastní názor nebo jiný zájem před podporou většinového názoru vlastní strany.

### Původ označení
Termín 15. prosince 2006 dopoledne použilo grémium Občanské demokratické strany (na základě rozhodnutí výkonné rady ODS z 14. prosince) ve formulaci svého rozhodnutí, že o dalším politickém vyjednávání o sestavování a programu vlády bude ODS jednat s KDU-ČSL a Stranou zelených a bude hledat podporu u konstruktivních poslanců ČSSD. Petr Gandalovič (ODS) údajně novinářům po zasedání grémia řekl, že „nová vláda nebude založená na přeběhlících, ale na konstruktivních lidech, kteří si přejí konečně vládu“. Někteří novináři přisuzovali autorství výroku Pavlu Bémovi. Poslanci ČSSD, s nimiž toto označení bylo spojeno, byli Miloš Melčák a Michal Pohanka.
Výraz konstruktivní poslanec podobně jako nedlouho předtím výraz přeběhlík rychle nabyl popularity v médiích i ve vyjadřování politiků. V kontextu s kritikou neobjektivity vyjadřování a nekonzistence postojů politických stran však toto označení je častěji používáno jako ironizující slangový termín (například v narážkách na podezření z korupce se objevovaly věty typu: „Kolik stojí jeden konstruktivní poslanec?“).[zdroj⁠?!]